# Nombre pentagonal

Representació visual dels 6 primers nombres pentagonals.

Un nombre pentagonal és un nombre figurat que estén el concepte de nombre triangular i quadrat al pentàgon, però, a diferència dels dos primers, els patrons utilitzats en la construcció dels nombres pentagonals no són simètricament rotacionals.
L’n-èsim nombre pentagonal pn és el nombre de diferents punts en un patró de punts, que consisteix en el contorn de pentàgons regulars amb costats que contenen d'1 a n punts, superposats, de forma que tenen en comú el vèrtex.

## Definició
Cada nombre pentagonal pn està definit per la següent fórmula:

{\displaystyle p_{n}={\frac {n(3n-1)}{2}}}

Per n ≥ 1, n ∈ N, els primers nombres pentagonals són:
1, 5, 12, 22, 35, 51, 70, 92, 117 ...
L’n-èsim nombre pentagonal és la tercera part del (3n-1)-èsim nombre triangular.
Els nombres pentagonals són importants en la teoria de particions de Leonhard Euler, tal com està expressat en el seu teorema del nombre pentagonal.

## Generalitzacions
Els nombres pentagonals generalitzats són obtinguts de la fórmula descrita a dalt, però ara n pren valors de la seqüència 0, 1, -1, 2, -2, 3, -3, 4..., produint:
0, 1, 2, 5, 7, 12, 15, 22...
Els nombres pentagonals no s'han de confondre amb els nombres pentagonals centrats.

## Tests per nombres pentagonals
Es pot comprovar si un nombre x és un nombre pentagonal fent la següent operació:
{\displaystyle n={\frac {{\sqrt {24x+1}}+1}{6}}}
Si n resulta un nombre enter, llavors x és l'n-èsim nombre pentagonal. Si n no és un nombre enter, llavors x no és pentagonal.